# الیکایی‌های ستبرپا
الیکایی‌های سِتَبرپا (نام علمی: Pachyplichas) سرده‌ای است دارای دو گونه منقرض‌شده از الیکایی نیوزلندی، خانوادهای از پرندگان کوچک بومی نیوزلند.

## گونه‌ها
- † Pachyplichas yaldwyni، الیکایی ستبرپای جزیره جنوبی- جزیره جنوبی، نیوزیلند
- † Pachyplichas jagmi، الیکایی ستبرپای جزیره شمالی- جزیره شمالی، نیوزیلند